# Asher Ben-Natan

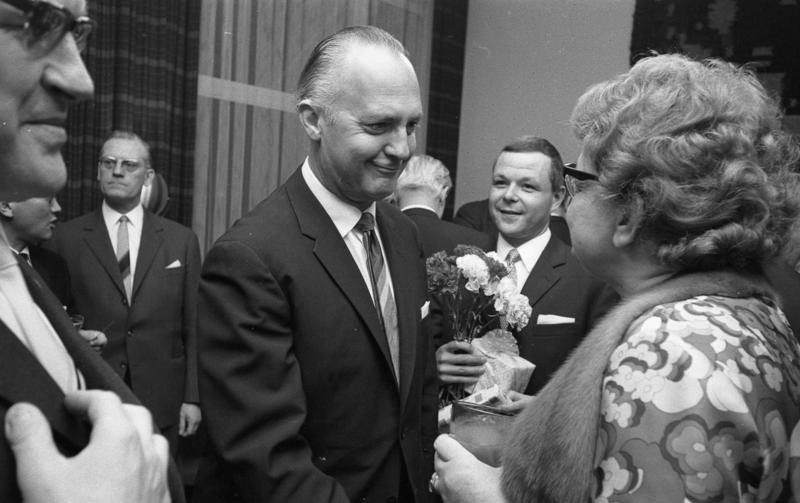
Asher Ben-Natan (Mitte) mit Maria Meyer-Sevenich (rechts) (1967)

Asher Ben-Natan (hebräisch אשר בן נתן‎; geboren 15. Februar 1921 in Wien als Artur Piernikarz; gestorben 17. Juni 2014 in Tel Aviv) war ein israelischer Diplomat und erster Botschafter seines Landes in der Bundesrepublik Deutschland.

## Leben
Artur Piernikarz war ein Sohn des Nahum Piernikarz und der Bertha Wiznitzer. Die Familie emigrierte 1938 während des Anschlusses Österreichs von Wien in das Völkerbundsmandat für Palästina. Er wurde dort zum Mitbegründer des Kibbuz Dowrat. Er wurde in der Mossad le Alija Bet tätig und half so von Verfolgung bedrohten Juden nach Palästina einzuwandern. Die Hagana beauftragte ihn mit nachrichtendienstlichen Geheimmissionen. Unmittelbar nach Kriegsende kam er wieder nach Österreich zurück und half als Leiter der Bricha in Österreich zahlreichen Juden zur Emigration nach Palästina. Nebenbei sammelte er Hinweise auf prominente Nazis und hatte so maßgeblichen Anteil an der späteren Verhaftung des Naziverbrechers Adolf Eichmann.
Für den neu gegründeten Staat Israel war er zwischen 1956 und 1959 Beauftragter des Verteidigungsministeriums in Europa und Leiter der Einkaufskommission in Frankreich und schließlich von 1959 bis 1965 Generaldirektor des israelischen Verteidigungsministeriums.
Von 1965 bis 1969 war er der erste israelische Botschafter in der Bundesrepublik. Im zweiten Jahrzehnt nach dem Holocaust prägte er den Beginn der Deutsch-israelischen Beziehungen. Danach wurde er von 1969 bis 1974 israelischer Botschafter in Frankreich. Von 1974 bis 1978 war er Berater im Verteidigungsministerium, von 1978 bis 1983 war er Mitglied des Stadtrats von Tel Aviv, wo er auch wohnte und von 1984 bis 1988 Berater im Außenministerium. Er begleitete die besonderen Beziehungen weiter als Präsident der Israelisch-Deutschen Gesellschaft in Jerusalem von 1980 bis 2008.
Ben-Natan war mit Erika Frucht verheiratet, sie hatten einen Sohn und eine Tochter. Er veröffentlichte mehrere biografische Bücher.

## Bücher
- Brücken bauen – aber nicht vergessen: Als erster Botschafter Israels in der Bundesrepublik (1965-1969), Droste Verlag, Düsseldorf 2005, ISBN 978-3-7700-1210-7.
- Die Bricha – aus dem Terror nach Eretz Israel, Droste Verlag, Düsseldorf 2005, ISBN  978-3-7700-1214-5.
- Asher Ben-Natan, Die Chuzpe zu leben, Droste Verlag, Düsseldorf 2003, ISBN  978-3-7700-1894-9.